# Jason Clark
Jason D'Martez Clark (Arlington, 16 gennaio 1990) è un cestista statunitense.

## Palmarès

### Club
- Supercoppa del Belgio: 1

Anversa: 2016
- Coppa di Bielorussia: 1

Cmoki Minsk: 2021

### Individuale
- MVP Coppa di Bielorussia: 1

2021